# Lijst van gemeenten in Tokat
Onderstaande lijst bevat alle gemeenten (2000) in de Turkse provincie Tokat.
| District   | Gemeente    |
| ---------- | ----------- |
| Almus      | Akarçay     |
| Almus      | Almus       |
| Almus      | Ataköy      |
| Almus      | Bağtaşı     |
| Almus      | Cihet       |
| Almus      | Çevreli     |
| Almus      | Dikili      |
| Almus      | Gölgeli     |
| Almus      | Görümlü     |
| Almus      | Kınık       |
| Almus      | Ormandibi   |
| Artova     | Artova      |
| Artova     | Çelikli     |
| Başçiftlik | Başçiftlik  |
| Başçiftlik | Hatipli     |
| Başçiftlik | Karacaören  |
| Erbaa      | Akça        |
| Erbaa      | Değirmenli  |
| Erbaa      | Erbaa       |
| Erbaa      | Gökal       |
| Erbaa      | Karayaka    |
| Erbaa      | Koçak       |
| Erbaa      | Tanoba      |
| Erbaa      | Üzümlü      |
| Niksar     | Gökçeli     |
| Niksar     | Günebakan   |
| Niksar     | Gürçeşme    |
| Niksar     | Kuyucak     |
| Niksar     | Niksar      |
| Niksar     | Özalan      |
| Niksar     | Serenli     |
| Niksar     | Yazıcık     |
| Niksar     | Yolkonak    |
| Pazar      | Dereköy     |
| Pazar      | Pazar       |
| Pazar      | Üzümören    |
| Reşadiye   | Baydarlı    |
| Reşadiye   | Bereketli   |
| Reşadiye   | Bozçalı     |
| Reşadiye   | Büşürüm     |
| Reşadiye   | Cimitekke   |
| Reşadiye   | Çevrecik    |
| Reşadiye   | Demircili   |
| Reşadiye   | Hasanşeyh   |
| Reşadiye   | Kızılcaören |
| Reşadiye   | Kuzbağı     |
| Reşadiye   | Nebişeyh    |
| Reşadiye   | Reşadiye    |
| Reşadiye   | Soğukpınar  |
| Reşadiye   | Yolüstü     |
| Sulusaray  | Dutluca     |
| Sulusaray  | Sulusaray   |
| Tokat      | Akbelen     |
| Tokat      | Avlunlar    |
| Tokat      | Büyükyıldız |
| Tokat      | Çamlıbel    |
| Tokat      | Çat         |
| Tokat      | Emirseyit   |
| Tokat      | Güryıldız   |
| Tokat      | Kemalpaşa   |
| Tokat      | Tokat       |
| Tokat      | Yağmurlu    |
| Turhal     | Çaylı       |
| Turhal     | Kat         |
| Turhal     | Şenyurt     |
| Turhal     | Turhal      |
| Turhal     | Ulutepe     |
| Turhal     | Yazıtepe    |
| Turhal     | Yenisu      |
| Yeşilyurt  | Çıkrık      |
| Yeşilyurt  | Kuşçu       |
| Yeşilyurt  | Yeşilyurt   |
| Zile       | Evrenköy    |
| Zile       | Güzelbeyli  |
| Zile       | Yalınyazı   |
| Zile       | Yıldıztepe  |
| Zile       | Zile        |